# 孩奴
孩奴指因为孩子的生育和养育成本而感到经济压力的父母。与房奴类似。
孩奴的出现主要是由于不断升高的生育成本所致，受此影响，很多家庭的生育意愿降低，少生或不生孩子，丁克家庭增加。
孩奴现象对宏观经济的主要影响是会加快人口老龄化速度。